# Volvo 262C
Volvo 262C är en lyxigare coupé tillverkad av Volvo mellan 1977 och 1981.
Volvo 262C är en coupéversion av Volvo 260 och togs fram till Volvos 50-årsjubileum 1977. Volvo i Göteborg sände "byggsatser" till Bertone i Turin, där bilarna modifierades, monterades och lackerades. Alla bilarna hade V6-motorer. Utrustningslistan var lång och omfattande och i standardutrustningen ingick bland annat elfönsterhissar, centrallås, lädersäten, elspeglar, farthållare, luftkonditionering, lättmetallfälgar och elektriskt infällbar radioantenn. 
Endast 6 622 bilar tillverkades. De allra flesta bilarna gick till USA men cirka 200 blev kvar i Sverige, dessa är idag mycket ovanliga och klassade som rariteter. På grund av den kraftiga kontrasten mellan takets svarta färg och nedre karossens ljusare färg kallades 262C ibland skämtsamt för "katafalkvagn" eller "skokartong med basker".

### Webbkällor
- Jennervall, Petter (10 mars 2017). ”Volvoklassiker fyller 40 år – en skokartong med basker”. Expressen. https://www.expressen.se/motor/veteranbilar/volvoklassiker-fyller-40-ar--en-skokartong-med-basker/. Läst 21 november 2018.
- Åhlander, Jesper (12 mars 2017). ”Grattis Volvo 262C – på 40-årsdagen!”. Teknikens Värld. https://teknikensvarld.se/grattis-volvo-262c-pa-40-arsdagen-431626/. Läst 21 november 2018.